# (17984) Ahantonioli
(17984) Ahantonioli (1999 JU60) – planetoida z pasa głównego asteroid okrążająca Słońce w ciągu 4,43 lat w średniej odległości 2,7 j.a. Odkryta 10 maja 1999 roku.